# Phorocera clausa
Phorocera clausa là một loài ruồi trong họ Tachinidae.